# Paulding County (Ohio)
Paulding County je okres amerického státu Ohio založený v roce 1820. Správním střediskem je město Paulding. Okres je pojmenovaný podle amerického vojáka z období Americké války za nezávislost Johna Pauldinga, který se proslavil tím, že zajal britského špiona majora Johna Andrého.

## Sousední okresy
| Růžice kompasu |                        | Defiance County        |               | Růžice kompasu |
| Růžice kompasu | Allen County (Indiana) | Sever                  | Putnam County | Růžice kompasu |
| Růžice kompasu | Allen County (Indiana) | Paulding County (Ohio) | Putnam County | Růžice kompasu |
| Růžice kompasu | Allen County (Indiana) | Jih                    | Putnam County | Růžice kompasu |
| Růžice kompasu | Van Wert County        |                        |               | Růžice kompasu |